# Liga Sul-Americana de Basquete de 2018
A Liga Sul-Americana de Basquete de 2018 foi uma competição de basquete entre clubes da América do Sul, organizada pela Confederação Sul-Americana de Basquetebol (CONSUBASQUET). Esta foi a 23ª edição deste campeonato. 
Com início no dia 2 de outubro, o torneio teve a participação de equipes de oito países sul-americanos: Argentina, Bolívia, Brasil, Chile, Colômbia, Equador, Paraguai e Uruguai. As equipes venezuelanas desistiram de participar da competição, assim como a equipe peruana, abrindo vagas para equipes de outras nações do continente. O atual campeão, Guaros de Lara, não pôde defender seu título porque a federação venezuelana não o registrou no torneio, alegando que não havia apoio econômico para a participação da equipe em uma competição continental.

## Sistema de disputa
Na primeira fase, os 16 times foram divididos em quatro grupos (A, B, C, e D). Os dois melhores colocados dos grupos A, C e D; mais o melhor terceiro colocado entre os times dessas três chaves; além do campeão do grupo B, avançaram para a etapa seguinte. Na semifinal, os oito times restantes são divididos novamente em dois grupos, mas agora só o primeiro colocado de cada grupo avançou para a final, disputada em melhor de três jogos.

## Participantes
| País                          | Equipe               | Forma de classificação                                                   |
| ----------------------------- | -------------------- | ------------------------------------------------------------------------ |
| Argentina (3 vagas)           | Instituto            | Semifinalista da LNB 2017-18                                             |
| Argentina (3 vagas)           | Quimsa               | Melhor equipe não classificada a um torneio internacional na LNB 2017-18 |
| Argentina (3 vagas)           | Libertad Sunchales   | Ganhador da Superfinal de La Liga Argentina 2017-18                      |
| Brasil (3 vagas + 1 convite)  | Flamengo             | Semifinalista no NBB 2017-18                                             |
| Brasil (3 vagas + 1 convite)  | Bauru                | Semifinalista no NBB 2017-18                                             |
| Brasil (3 vagas + 1 convite)  | Franca               | 5º colocado no NBB 2017-18                                               |
| Brasil (3 vagas + 1 convite)  | Minas                | Convidado pela organização                                               |
| Uruguai (2 vagas + 1 convite) | Welcome              | Campeão do Torneo Apertura 2017                                          |
| Uruguai (2 vagas + 1 convite) | Club Atletico Goes   | Campeão do Torneo Clausura 2018                                          |
| Uruguai (2 vagas + 1 convite) | Aguada               | Convidado pela organização                                               |
| Equador (1 vaga + 1 convite)  | ICCAN de Macas       | Campeão da Liga Ecuatoriana                                              |
| Equador (1 vaga + 1 convite)  | Piratas de los Lagos | Convidado pela organização                                               |
| Bolívia (1 vaga)              | Deportivo Calero     | Campeão da Liga Boliviana de Básquetbol 2018                             |
| Chile (1 vaga)                | Leones de Quilpué    | Vice-campeão da Liga Nacional de Básquetbol 2017-18                      |
| Colômbia (1 vaga)             | Fastbreak            | Vice-campeão da Liga Colombiana de Baloncesto 2017                       |
| Paraguai (1 vaga)             | Olimpia              | Campeão do primeiro semestre da Primera División                         |

## Fase de grupos

### Grupo A (Franca, Brasil)
| Pos | Times             | Pts | J | V | D | PF  | PS  | SP  | Classificação ou eliminação |
| --- | ----------------- | --- | - | - | - | --- | --- | --- | --------------------------- |
| 1   | Franca (H)        | 6   | 3 | 3 | 0 | 268 | 218 | 50  | Classificados               |
| 2   | Instituto         | 5   | 3 | 2 | 1 | 231 | 220 | 11  | Classificados               |
| 3   | Leones de Quilpué | 4   | 3 | 1 | 2 | 220 | 249 | -29 | Eliminados                  |
| 4   | Aguada            | 3   | 3 | 0 | 3 | 226 | 258 | -32 | Eliminados                  |

#### Confrontos
| Data   | Time 1            | Jogo    | Time 2            |
| ------ | ----------------- | ------- | ----------------- |
| 02 out | Instituto         | 75 – 68 | Aguada            |
| 02 out | Franca            | 90 – 63 | Leones de Quilpué |
| 03 out | Leones de Quilpué | 70 – 76 | Instituto         |
| 03 out | Aguada            | 75 – 96 | Franca            |
| 04 out | Aguada            | 83 – 87 | Leones de Quilpué |
| 04 out | Franca            | 82 – 80 | Instituto         |

### Grupo B (Macas, Equador)
| Pos | Times                | Pts | J | V | D | PF  | PS  | SP  | Classificação ou eliminação |
| --- | -------------------- | --- | - | - | - | --- | --- | --- | --------------------------- |
| 1   | Olimpia              | 6   | 3 | 3 | 0 | 264 | 212 | 52  | Classificado                |
| 2   | ICCAN de Macas (H)   | 5   | 3 | 2 | 1 | 234 | 212 | 22  | Eliminados                  |
| 3   | Deportivo Calero     | 4   | 3 | 1 | 2 | 234 | 270 | -36 | Eliminados                  |
| 4   | Piratas de los Lagos | 3   | 3 | 0 | 3 | 229 | 267 | -38 | Eliminados                  |

#### Confrontos
| Data   | Time 1               | Jogo    | Time 2               |
| ------ | -------------------- | ------- | -------------------- |
| 09 out | Olimpia              | 98 – 78 | Piratas de los Lagos |
| 09 out | ICCAN de Macas       | 92 – 73 | Deportivo Calero     |
| 10 out | Deportivo Calero     | 74 – 92 | Olimpia              |
| 10 out | Piratas de los Lagos | 65 – 82 | ICCAN de Macas       |
| 11 out | Piratas de los Lagos | 86 – 87 | Deportivo Calero     |
| 11 out | ICCAN de Macas       | 60 – 74 | Olimpia              |

### Grupo C (Cáli, Colômbia)
| Pos | Times             | Pts | J | V | D | PF  | PS  | SP  | Classificação ou eliminação          |
| --- | ----------------- | --- | - | - | - | --- | --- | --- | ------------------------------------ |
| 1   | Quimsa            | 6   | 3 | 3 | 0 | 248 | 222 | 26  | Classificados                        |
| 2   | Bauru             | 5   | 3 | 2 | 1 | 237 | 222 | 15  | Classificados                        |
| 3   | Minas Tenis Clube | 4   | 3 | 1 | 2 | 218 | 223 | -5  | Classificado como melhor 3º colocado |
| 4   | Fastbreak (H)     | 3   | 3 | 0 | 3 | 225 | 261 | -36 | Eliminado                            |

#### Confrontos
| Data   | Time 1            | Jogo    | Time 2            |
| ------ | ----------------- | ------- | ----------------- |
| 16 out | Bauru             | 80 – 86 | Quimsa            |
| 16 out | Fastbreak         | 74 – 91 | Minas Tenis Clube |
| 17 out | Minas Tenis Clube | 70 – 75 | Bauru             |
| 17 out | Quimsa            | 88 – 85 | Fastbreak         |
| 18 out | Quimsa            | 74 – 57 | Minas Tenis Clube |
| 18 out | Fastbreak         | 66 – 82 | Bauru             |

### Grupo D (Montevidéu, Uruguai)
| Pos | Times                  | Pts | J | V | D | PF  | PS  | SP  | Classificação ou eliminação |
| --- | ---------------------- | --- | - | - | - | --- | --- | --- | --------------------------- |
| 1   | Flamengo               | 6   | 3 | 3 | 0 | 277 | 239 | 38  | Classificados               |
| 2   | Libertad Sunchales     | 5   | 3 | 2 | 1 | 252 | 235 | 17  | Classificados               |
| 3   | Welcome                | 4   | 3 | 1 | 2 | 226 | 240 | -14 | Eliminados                  |
| 4   | Club Atletico Goes (H) | 3   | 3 | 0 | 3 | 214 | 255 | -41 | Eliminados                  |

#### Confrontos
| Data   | Time 1             | Jogo    | Time 2             |
| ------ | ------------------ | ------- | ------------------ |
| 22 out | Libertad Sunchales | 86 – 98 | Flamengo           |
| 22 out | Welcome            | 77 – 73 | Club Atletico Goes |
| 23 out | Libertad Sunchales | 81 – 77 | Welcome            |
| 23 out | Club Atletico Goes | 81 – 93 | Flamengo           |
| 24 out | Flamengo           | 86 – 72 | Welcome            |
| 24 out | Club Atletico Goes | 60 – 85 | Libertad Sunchales |

### Tabela de terceiros
| Grupo | Times             | Pts | J | V | D | PF  | PS  | SP  | Classificação ou eliminação |
| ----- | ----------------- | --- | - | - | - | --- | --- | --- | --------------------------- |
| C     | Minas Tenis Clube | 4   | 3 | 1 | 2 | 218 | 223 | -5  | Classificado                |
| D     | Welcome           | 4   | 3 | 1 | 2 | 226 | 240 | -14 | Eliminados                  |
| A     | Leones de Quilpué | 4   | 3 | 1 | 2 | 220 | 249 | -29 | Eliminados                  |

## Segunda fase (semifinal)
| Participantes   | Participantes | Participantes            | Participantes                                     |
| --------------- | ------------- | ------------------------ | ------------------------------------------------- |
| Franca (1ºA)    | Quimsa (1ºC)  | Flamengo (1ºD)           | Olimpia (1ºB)                                     |
| Instituto (2°A) | Bauru (2ºC)   | Libertad Sunchales (2ºD) | Minas Tênis Clube (Melhor 3º dos Grupos A, C e D) |

### Grupo E (Assunção, Paraguai)
| Pos | Times              | Pts | J | V | D | PF  | PS  | SP  | Classificação ou eliminação |
| --- | ------------------ | --- | - | - | - | --- | --- | --- | --------------------------- |
| 1   | Franca             | 5   | 3 | 2 | 1 | 257 | 231 | +26 | Classificado                |
| 2   | Libertad Sunchales | 5   | 3 | 2 | 1 | 255 | 245 | +10 | Eliminados                  |
| 3   | Olimpia (H)        | 5   | 3 | 2 | 1 | 241 | 239 | +2  | Eliminados                  |
| 4   | Quimsa             | 3   | 3 | 0 | 3 | 226 | 264 | -38 | Eliminados                  |

Desempate: Franca (Pts: 3; Dif: +11); Libertad Sunchales (Pts: 3; Dif: +5); Olimpia (Pts: 3; Dif: -14)

#### Confrontos
| Data   | Time 1             | Jogo    | Time 2             |
| ------ | ------------------ | ------- | ------------------ |
| 13 nov | Franca             | 93 – 76 | Quimsa             |
| 13 nov | Olimpia            | 86 – 84 | Libertad Sunchales |
| 14 nov | Quimsa             | 73 – 78 | Libertad Sunchales |
| 14 nov | Franca             | 78 – 62 | Olimpia            |
| 15 nov | Libertad Sunchales | 93 – 86 | Franca             |
| 15 nov | Olimpia            | 93 – 77 | Quimsa             |

### Grupo F (Rio de Janeiro, Brasil)
| Pos | Times             | Pts | J | V | D | PF  | PS  | SP  | Classificação ou eliminação |
| --- | ----------------- | --- | - | - | - | --- | --- | --- | --------------------------- |
| 1   | Instituto         | 6   | 3 | 3 | 0 | 257 | 207 | +50 | Classificado                |
| 2   | Flamengo (H)      | 5   | 3 | 2 | 1 | 277 | 242 | +35 | Eliminados                  |
| 3   | Minas Tênis Clube | 4   | 3 | 1 | 2 | 207 | 240 | -33 | Eliminados                  |
| 4   | Bauru             | 3   | 3 | 0 | 3 | 200 | 252 | -52 | Eliminados                  |

#### Confrontos
| Data   | Time 1            | Jogo     | Time 2            |
| ------ | ----------------- | -------- | ----------------- |
| 20 nov | Flamengo          | 84 – 91  | Instituto         |
| 20 nov | Minas Tenis Clube | 67 – 66  | Bauru             |
| 21 nov | Minas Tenis Clube | 76 – 91  | Flamengo          |
| 21 nov | Instituto         | 83 – 59  | Bauru             |
| 22 nov | Instituto         | 83 – 64  | Minas Tênis Clube |
| 22 nov | Bauru             | 75 – 102 | Flamengo          |

## Final
| Time 1    | Série | Time 2 | 1º Jogo | 2º Jogo | 3º Jogo |
| --------- | ----- | ------ | ------- | ------- | ------- |
| Instituto | 1 – 2 | Franca | 90 – 92 | 79 – 68 | 90 – 94 |

| Liga Sul-Americana de Basquete de 2018 |
| -------------------------------------- |
| Franca Campeão (1° título)             |